# Condado de Leelanau
O Condado de Leelanau é um dos 88 condados do estado americano de Michigan. A sede do condado é Leland, e sua maior cidade é Leland.
O condado possui uma área de 6 559 km² (dos quais 5 656 km² estão cobertos por água), uma população de 21 119 habitantes, e uma densidade populacional de 23 hab/km² (segundo o censo nacional de 2000).